# Pseudosimochromis curvifrons
Pseudosimochromis curvifrons – gatunek słodkowodnej ryby z rodziny pielęgnicowatych (Cichlidae). Hodowana w akwariach.

## Występowanie
Gatunek endemiczny, szeroko rozprzestrzeniony w jeziorze Tanganika w Afryce Wschodniej. Występuje wyłącznie nad skalistym dnem w pobliżu wybrzeży. Nie jest spotykany w północnym krańcu jeziora.

## Opis
Osiąga do 14 cm długości.

## Status zagrożenia
Gatunek wpisany do Czerwonej księgi gatunków zagrożonych IUCN w kategorii LC (najmniejszej troski).